# Chenac-Saint-Seurin-d'Uzet
Chenac-Saint-Seurin-d'Uzet è un comune francese di 618 abitanti situato nel dipartimento della Charente Marittima nella regione della Nuova Aquitania.

## Società

### Evoluzione demografica
Abitanti censiti